# Xylocopa pseudoviolacea
Xylocopa pseudoviolacea là một loài Hymenoptera trong họ Apidae. Loài này được Popov mô tả khoa học năm 1947.